# Tevče (gmina Ajdovščina)
Tevče – miejscowość w Słowenii w gminie Ajdovščina.